# 65 mm armata górska mle 1906
Canon de 65 M (montagne) modele 1906 – francuska armata górska, używana w czasie I i II wojny światowej.
Służyła między innymi w wojsku polskim jako armata górska 65 mm wz. 1906, we wrześniu 1939 Polska dysponowała 24 działami tego typu. Po upadku Francji armata była także używana w wojsku niemieckim jako 6.5cm GebK 221(f), używały jej także siły Albanii, Grecji oraz Izraela (używana jeszcze była w 1948 w czasie pierwszej wojny izraelsko-arabskiej).